# Цугейкин
Цуге́йкин — хутор в Весёловском районе Ростовской области. 
Входит в состав Верхнесолёновского сельского поселения. 

## Население
| 1989 | 2002 | 2010 |
| ---- | ---- | ---- |
| 56   | ↗91  | ↘36  |

## Улицы
На хуторе имеются две улицы: Первая и Вторая.

## Достопримечательности
На хуторе находятся Братская могила погибших в боях за хутор воинов и Мемориал павшим односельчанам, участникам Великой Отечественной войны.